# The C.D. Version of the First Two Records
The C.D. Version of the First Two Records é o primeiro CD lançado pela banda de punk rock feminina Bikini Kill. Lançado em 1994, o álbum é uma compilação que reúne o EP Bikini Kill, de 1992 e o split album Yeah Yeah Yeah Yeah, de 1993, que foi dividido com a banda Huggy Bear. O álbum inclui a faixa "Rebel Girl", canção que ficou na 27ª posição em uma lista montada pela revista Rolling Stone em 2006 para comemorar sua edição 1000.

## Faixas
Todas as faixas foram compostas por Kathleen Hanna.
1. "Double Dare Ya" – 2:40
2. "Liar" – 2:35
3. "Carnival" – 1:30
4. "Suck My Left One" – 2:24
5. "Feels Blind" – 3:21
6. "Thurston Hearts the Who" – 3:45
7. "White Boy" – 2:26
8. "This Is Not a Test" – 1:59
9. "Don't Need You" – 1:27
10. "Jigsaw Youth" – 1:55
11. "Resist Psychic Death" – 1:40
12. "Rebel Girl" – 2:47
13. "Outta Me" – 2:22

## Equipe

### Performance
- Kathleen Hanna – vocais[1]
- Bill Karren – guitarra
- Tobi Vail –  vocais
- Kathi Wilcox – baixo

### Produção
- Pat Graham — fotografia
- Tim Green — engenheiro
- Ian MacKaye — engenheiro
- Patrick Maley — engenheiro
- Don Zientara — engenheiro